# Convair XFY
Il Convair XFY Pogo fu un aereo da caccia turboelica in configurazione posacoda sviluppato dall'azienda aeronautica statunitense Vultee Aircraft Corporation Consolidated, meglio conosciuta come Convair, nei primi anni cinquanta e rimasto allo stadio di prototipo.
I primi tentativi di realizzare un velivolo ad ala fissa a decollo verticale furono quelli della Convair e della Lockheed rispettivamente con l’XFY Pogo e con l’XFV-1. Con questi aerei l’US Navy intendeva studiare la possibilità di equipaggiare cacciatorpediniere o navi da carico, allo scopo di garantirne l’appoggio autonomo. Ovviamente il programma avrebbe comportato la risoluzione di una serie di difficili problemi per cui tra l’inizio della progettazione di due aerei il volo dei prototipi trascorsero circa tre anni, dal 1951 al 1954. Per entrambi fu adottato un motore Allison turboelica, denominato T40-A, ottenuto unendo due motori T38, sviluppante 5.800 HP E azionante due eliche controtornanti.
L’XFY Pogo aveva ala a delta, fusoliera molto corta e due piani verticali, uno sul dorso e l’altro nel ventre, di uguale altezza. All’estremità dei piani alari e di coda erano installate quattro piccole ruote sulle quali il velivolo poggiava restando con il muso verso l’alto. Per garantire una maggiore sicurezza al pilota l’aereo era equipaggiato, oltre che dal normale tipo di seggiolino eiettabile, di un dispositivo di eiezione laterale. Il seggiolino era rotante in modo da cambiare inclinazione con la variazione di assetto dell’aereo.
L’XFY Pogo volò nell’agosto 1954 dimostrando la sua capacità di decollo verticale; tuttavia solo in un volo successivo, nel novembre dello stesso anno, venne effettuato il passaggio in volo orizzontale.

## Utilizzatori
- United States Navy

### Pubblicazioni
- Allen, Francis J. "Bolt Upright: Convair's and Lockheed's VTOL fighters". Air Enthusiast (Key Publishing) Volume 127, January/February 2007, pp. 13–20. ISSN 0143-5450 (WC · ACNP)